# واکا/جاواکا
«واکا/جاواکا» (به انگلیسی: Waka/Jawaka) آلبومی از هنرمند اهل ایالات متحده آمریکا فرانک زاپا است که در سال ۱۹۷۲ میلادی منتشر شد.